# Roberto Fantuzzi
Roberto Luis Fantuzzi Hernández (18 de junio de 1943-27 de junio de 2025) fue un ingeniero comercial, empresario y dirigente gremial chileno. Se desempeñó como presidente de la Asociación de Exportadores de Manufacturas (Asexma), desde 1991 hasta 2025.

## Familia y estudios
Nació en 1943, hijo de Ángel Fantuzzi Facca y Emma Hernández. Su hermano Ángel se desempeñó como diputado. En 1962, ingresó a estudiar ingeniería comercial a la Universidad de Chile, desde donde egresó en 1969.
En 2018 fue diagnosticado con cáncer de próstata, y en 2025 se encontraba en etapa terminal, lo que llevó a que estuviera en cuidados paliativos hasta su fallecimiento, ocurrido el 27 de junio.

## Carrera
Desde joven se involucró en la empresa familiar que con el tiempo se llamaría Aluminios y Enlozados Fantuzzi S.A.
Fue fundador y presidente de la Asociación de Exportadores de Manufacturas (Asexma) desde 1991.
Ejerció como tesorero de la Corporación Nacional de Exportadores, presidente del Centro de la Productividad Industrial, y vicepresidente de la Fundación para la Superación de la Pobreza.  También formó parte del directorio de la Fundación para el Desarrollo Sostenible (FUNDES), de la agencia de publicidad La Familia, y del Instituto Chileno de Innovación y Emprendimiento de la Universidad Autónoma de Chile.
En las elecciones parlamentarias de 2005 fue candidato a senador por la circunscripción 7, Santiago Poniente, dentro del pacto Alianza por Chile. Sin embargo, no fue elegido. En 2015 fue elegido por la presidenta Michelle Bachelet como miembro del Consejo Ciudadano de Observadores, en el marco del proceso constituyente que se llevó a cabo durante su segundo gobierno.

## Historial electoral

### Elecciones parlamentarias de 2005
- Elecciones parlamentarias de 2005, para la Circunscripción 7, Santiago Poniente [9]

| Candidato                  | Pacto                    | Partido | Votos   | %     | Resultado |
| -------------------------- | ------------------------ | ------- | ------- | ----- | --------- |
| Guido Girardi Lavín        | Concertación Democrática | PPD     | 439 903 | 35,30 | Senador   |
| Andrés Zaldívar Larraín    | Concertación Democrática | PDC     | 286 917 | 23,02 |           |
| Eduardo Artés Brichetti    | Juntos Podemos Más       | ILC     | 48 329  | 3,88  |           |
| Gonzalo Rovira Soto        | Juntos Podemos Más       | ILC     | 37 524  | 3,01  |           |
| Roberto Fantuzzi Hernández | Alianza                  | ILD     | 174 967 | 14,04 |           |
| Jovino Novoa Vásquez       | Alianza                  | UDI     | 258.539 | 20,75 | Senador   |